# Батальоны безопасности
Батальоны безопасности (греч.  Τάγματα Ασφαλείας) — военизированные группы греческих коллаборационистов, действовавшие на территории Греции в годы Второй мировой войны, поддерживая германо-итало-болгарские оккупационные силы.
Были созданы 18 июня 1943 года решением правительства Иоанниса Раллиса, после полученного им разрешения от Вермахта. Целью создания «Батальонов» было «сохранение законного порядка» и борьба против Греческого Сопротивления.
В силу того, что в некоторых «Батальонах» личный состав носил греческую фустанеллу, коллаборационисты претендовали именовать их именем гвардейских соединений греческой армии «Батальоны эвзонов» (Τάγματα Ευζώνων), но в народе они получили презрительное имя германоцолиадес (Γερμανοτσολιάδες), то есть «германоэвзоны».
«Батальоны» действовали в оставшиеся месяцы оккупации, в основном, на севере Пелопоннеса, на западе Средней Греции и, особенно, в Этолии и Акарнании, на острове Эвбея и в Афинах.
Сразу после освобождения Греции, коллаборационисты «Батальонов» массово были задействованы британскими войсками в их боях против городских отрядов Народно-освободительной армии Греции (ЭЛАС) в декабре 1944 года в Афинах.

## Предыстория
С началом тройной, германо-итало-болгарской, оккупации Греции в годы Второй мировой войны, оккупационные власти сочли нужным сохранить, хотя и в меньших числах, греческую жандармерию в провинции и полицию в городах Афины, Пирей, Патры и Керкира, с задачей «соблюдение порядка и преследование коммунистов».
Первое марионеточное правительства квислинга генерала Г. Цолакоглу, в течение двух лет постепенно потеряло контроль над греческой провинцией, где в горных районах стремительно росли партизанские силы.
Поскольку жандармерия не проявляла рвения в преследовании партизан Народно-освободительной армии Греции (ЭЛАС), итальянцы, которые контролировали бо́льшую часть территории страны, и, в особенности, болгары, которые объявили свою оккупационную зону территорией Болгарии, ограничили деятельность жандармерии большими городами провинций.
В декабре 1942 года Верховное командование итальянских карабинеров в городе Кардица попыталось привлечь местную жандармерию в операциях против партизан, без согласования с министерством внутренних дел марионеточного правительства.
Чуть позже, германские оккупационные власти отдали жандармские соединения под командование СС, также не согласовав этот вопрос с марионеточным министерством внутренних дел, после чего правительство квислингов решило возродить Гражданскую милицию военного периода 1940—1941.
Так с марта 1943 года, правительство квислингов начало выдавать разрешение на ношение оружия для избранных им лиц, которые, не являясь жандармами, усилили местные подразделения жандармерии в «борьбе против коммунистов и защите жандармских участков от партизан». Эти лица получили имя «жандармы без мандата», сформировали 19 добровольческих отрядов и со временем влились в силы жандармерии.
В любом случае, в период 1941—1943 столкновения жандармерии с партизанами были ограниченными.

## Предложение создания «Батальонов безопасности»
2 декабря 1942 года Г. Цолакоглу подал в отставку и премьером стал его заместитель и министр просвещения, гинеколог К. Логофетопулос.
Немецкие оккупационные власти быстро убедились в том, что Логофетопулос не располагал силами для контроля над создавшейся военно-политической обстановкой и всего лишь через несколько месяцев начали искать ему замену.
В тот же период некоторые отставные офицеры, во главе которых был генерал Теодорос Пангалос были обеспокоены растущей активностью Национально-освободительного фронта Греции (ЭАМ), в особенности после создание его военного крыла ЭЛАС, считая что они, под предлогом Сопротивления против оккупантов, уже начали вовлекать в свои организации сельское население, и, рассчитывая на получение оружия от англичан, после освобождения станут преобладающей силой
После длительных дискуссий, эти офицеры пришли к заключению, что правительство квислингов само должно получить независимость движений и действий в этом вопросе, чтобы помешать целям коммунистических организаций, которые так или иначе оставались вне закона.
Одновременно они поручили другу Пангалоса, промышленнику Иоаннису Вулпиотису, прозондировать намерения немцев, через бывшего военного атташе посольства Германии в Афинах Кристиана фон Клемма, с которым Вулпиотис поддерживал дружественные связи.
Получив соответствующую информацию, фон Клемм передал её командующему СС в Греции. Получив положительный ответ, фон Клемм по цепочке донёс её до Пангалоса, который заручившись согласием и других отставных офицеров, поспешил проинформировать об этом Иоанниса Раллиса, убедив последнего принять пост премьер-министра. При этом Пангалос заявил, что сам он не пригоден для этого поста, в силу установленной им в предвоенные годы диктатуры, за которую он был оклеветан.
С одной стороны, выбор Раллиса был обусловлен тем, что он, как старый политик сторонник Венизелоса имел влияние как в столице, где он баллотировался, так и в провинции и, следовательно, его призывы о недопустимости сотрудничества граждан с компартией Греции были бы более результативными. С другой стороны было «странным», что немцы, почти сразу, согласились с кандидатурой Раллиса и вероятно этому способствовали не только фон Клемм, но и другие факторы и организации.

## Создание Батальонов
Создание вооружённой силы, целью которой должно было стать «сохранение законного порядка и борьба против коммунистов ЭЛАС», было тем условием которое выставил Иоаннис Раллис, в начале 1943 года, после отставки своего предшественника К. Логофето́пулоса, чтобы принять пост премьер-министра марионеточного правительства:96.
Создание такой силы поддержали с самого начала инициаторы этого предложения Стилианос Гонатас и Т. Пангалос. Первоначально они пропагандировали, что «Батальоны» создавались дабы помешать в будущем возвращению короля Георга в Грецию.
Другими значительными лицами, которые оказывали влияние на Раллиса в тот период были министр Тавуларис и промышленник И. Вулпиотис.
Со своей стороны, немцы осознавали как политический междоусобный характер создаваемых соединений, так и то, что эти соединения знали лучше них местность и лиц принимавших участие в Сопротивлении. Но главное, эти соединения могли облегчить их задачу, без участия немецких сил:95.
Марк Мазаузер (Mark Mazower), в своей книге «В Греции Гитлера», именует первоначальными задачами создаваемых «Батальонов безопасности» «соблюдение порядка, в случае коммунистических действий», а также препятствие возвращению короля:352.
Вторая задача, в ходе событий, была оставлена, к тому же она вероятно была просто уловкой, чтобы убедить вступить в «Батальоны» офицеров сторонников Э.Венизелоса, отправленных в отставку ещё с 1936 года режимом генерала И. Метаксаса:97.
Со своей стороны, все кто приняли участие в создании и командовании «Батальонов» утверждают, что они сделали это чтобы защитить население от деятельности ЭАМ.
Набор в «Батальоны» официально начался в июне 1943 года.
Число добровольцев в «Батальоны» первоначально было минимальным. Был сформирован только один батальон, ядром которого стали эвзоны, продолжавшие и в оккупацию нести караул у Памятника неизвестному солдату в Афинах.
До осени 1943 года существование «Батальона» оставалось формальным, отчасти и потому, что немцы и итальянцы колебались дать «Батальону» оружие.
После капитуляции Италии в сентябре 1943 года, для немцев на территории Греции возникла двойная проблема. С одной стороны итальянское оружие попало в руки организаций Сопротивления и в основном ЭЛАС, результатом чего стала эскалация Сопротивления. С другой стороны итальянские войска уже не были союзными и зону их ответственности должна была занять немецкая армия. Также, после поражений в Африке и Италии, Греция стала уязвимой для возможной высадки союзников.
Таким образом, активизировались усилия по созданию местных военных соединений, которые бы воевали против греческих партизан.
В январе 1944 года усилилось давление на отставных офицеров, которые были в обязательном порядке призваны на службу в «Батальоны», а также на полицейских, которых массово обязывали вступить в «Батальоны»:353.
Значительную роль в налаживании контактов правых («националистических») организаций с немцами сыграл британский агент Стотт, который согласно послевоенным британским утверждениям действовал по собственной инициативе.
Историк Т. Герозисис пишет, что объективные конечные намерения англичан и немцев «совпадали». К тому же и те и другие в 1943 году знали, что полное уничтожение демократического Сопротивления было невозможным:625.
Герозисис считает что за «Батальонами безопасности» стояли одновременно:627:
- правительство квислингов в Афинах и немцы
- британское правительство
- эмиграционное греческое правительство в Каире

Тот же Герозисис пишет, что генерал Пангалос довольно быстро осознал, что его затея выходит из под его контроля.
Его идея заключалась в создании антикоммунистических сил, способных одновременно после освобождения воспрепятствовать возвращению короля. Но обхитрить одновременно и немцев, и англичан, и эмиграционное правительство с королевским двором ему не удалось. «Батальоны» становились антикоммунистической и откровенно коллаборационистской силой и со временем приобрели и про-монархический характер.
Уже с сентября 1943 года Пангалос стал отзывать своих друзей из «Батальонов», но до конца «отмыться» от этой истории ему не удалось:629.

## Формирование Батальонов
1-й Батальон начал формироваться ещё с мая 1943 года, ещё до официального объявления о формировании «Батальонов». В середине июня было принято решение о формировании ещё 4-х «Батальонов». Они были созданы в период с июня по октябрь того же года и насчитывали 300 рядовых и 20 офицеров каждый:98.
«Батальоны» создавались в Афинах, после чего отправлялись в провинцию, в основном в западную Грецию и на Пелопоннес. Предусматривалось, что прибывшие на место «Батальоны» были только ядром и с привлечением местных коллаборационистов состав каждого «Батальона» должен быть доведен до 600 рядовых и 50 офицеров, а также 1 немецкого офицера связного:106, который согласно Т. Герозисису и был действительным командиром:630.
В «Батальоны» вступали в основном нищенствующие люди, которые в условиях массового голода пытались таким образом выжить, поскольку служба в них сопровождалась хорошим для того периода жалованьем и другими привилегиями. В «Батальоны» вступали уголовники и антикоммунисты офицеры":352, среди которых были и офицеры ЭДЕС в Афинах. Действия последних были осуждены руководителем ЭДЕС в декабре 1943 года:358.
В «Батальоны» также вступали политические оппортунисты, а также члены организаций бывших первоначально организациями Сопротивления, которые по той или другой причине пришли к столкновению с ЭЛАС. Характерными примерами последних были 200 человек из организации «Национальное и Общественное Освобождение» (ЭККА) полковника Д. Псарроса, разгромленная силами ЭЛАС, а также члены «Национальной Армии», которые после столкновений с ЭЛАС на Пелопоннесе, укрылись в больших городах.
Наконец, в «Батальоны» также вступали люди потерявшие своих родственников по причине деятельности партизан и чьё решение о вступлении в «Батальоны» было мотивировано чувствами мести.
2-й «Батальон», сформированный в июне, был переведен в Патры, с тем чтобы он образовал ядро будущего 2-го полка. Остальные 4 батальона в Афинах образовали 1-й полк Афин, который возглавил И. Плидзано́пулос. Эти и все созданные впоследствии соединения были подчинены Верховному командованию «Батальонов» при министерстве обороны марионеточного правительства. Командование всеми «Батальонами» 25 ноября принял повышенный в звание генерал-майора В. Дертилис.
Приняв форму гвардейских частей греческой армии германоцолиадес, с января 1944 года, стали носить хитоны бывшей греческой армии и немецкие ботинки. В их форме греческий герб и корона были заменены лавровым венком. В присяге офицеров и рядовых «Батальонов» они клялись в абсолютном послушании Адольфу Гитлеру и отдавали себя под юрисдикцию немецкого военного права.

## Присяга Батальонов безопасности
Клянусь Богом святой этой клятвой, что буду абсолютно подчиняться приказам верховного командующего германской армии Адольфа Гитлера.
Буду добросовестно выполнять все возложенные на меня обязанности и буду безоговорочно подчиняться приказам вышестоящих.
Хорошо знаю, что за возражения против моих обязательств, которые настоящим я принимаю, я буду наказан согласно немецким военным законам. 
Оригинальный текст (греч.)Ορκίζομαι στον Θεό με αυτόν τον ιερό όρκο, ότι θα υπακούσω άνευ όρων στις εντολές του Ανώτατου Διοικητή του γερμανικού στρατού, Αδόλφου Χίτλερ.

Θα εκτελώ τα καθήκοντά μου με αφοσίωση και αφοσίωση και θα υπακούω άνευ όρων στις εντολές των ανωτέρων μου.

Γνωρίζω πλήρως ότι οποιαδήποτε αντίρρηση στις δεσμεύσεις μου θα έχει ως αποτέλεσμα την τιμωρία μου από τις γερμανικές στρατιωτικές αρχές.

## Добровольческие батальоны Жандармерии
Параллельно и независимо от «Батальонов безопасности», ультраправый полковник. Д. Пападо́нгонас, при поддержке итальянцев, а затем немцев, приступил к созданию Показательных батальонов жандармерии, которые отличались от «Батальонов безопасности» как своим составом, так и своей организацией.
Эти батальоны напрямую содержались немцами, хотя формально подчинялись министерству внутренних дел марионеточного правительства и 2-го штаба жандармерии. После первоначальных колебаний, немцы разрешили организацию этих батальонов после личного одобрения Гитлера для «экономии немецкой крови»:502.
Пападонгонас считался англофилом, и дабы убедить немцев, что не будет воевать против них, предложил в заложники свою семью. Немцы отклонили предложение Пападонгоноса, высказав ему тем самым своё доверие:502.
Двумя днями после полученного одобрения Гитлера, 1 ноября 1943 года, в Лаконии был создан «Батальон Леонид», который возглавил Леонид Вретаккос, чей брат, Телемах Вреттакос был убит месяцами ранее партизанами ЭЛАС.
Батальоны Пелопоннеса, в отличие от других, носили жандармскую форму, гражданскую одежду или старые немецкие и итальянские мундиры:107.
Верховным командующим «Батальонов» был командующий СС и полиции в Греции, генерал-лейтенант Вальтер Шимана .
Непосредственными командующими «Батальонов» были В. Дертилис а затем И. Плидзано́пулос.
Самыми известными офицерами Добровольческих батальонов жандармерии были: Д. Пападонгонас (командир батальонов Пелопоннеса, был убит в ходе декабрьских боёв 1944 года, воюя на стороне англичан в Афинах), П. Ступас (командир Батальона Мелигаласа, покончил жизнь самоубийством в ходе осады города Пилос силами ЭЛАС), Л. Вреттакос (командир батальона «Леонидас» в Лаконии), Н. Куркулакос (командир батальона в городе Патры) и др.

## Силы коллаборационистов по стране
Деятельность «Батальонов» в основном и по существу была антикоммунистической.
Хотя и была предпринята попытка расширить их деятельность на всю страну, основными регионами их деятельности были Средняя Греция (Агринион и Навпакт) и Пелопоннес (Триполи, Патры, Нафплион, Гитио, Каламата, Спарта и т. д.), а также Афины, остров Эвбея и, время от времени, некоторые регионы Фессалии.
В Македонии и Фракии члены сельских правых организаций ΥΒΕ, ΕΚΑ и ΠΑΟ, были вооружены немцами для обороны своих сёл от ЭЛАС, образовав так называемую «Национальную Греческую Армию» (ΕΕΣ). Самыми известными их руководителями были К.Пападόпулос (Пиерия) и М. Пападо́пулос (Козани). Эти соединения не имели непосредственного отношения к «Батальонам», носили гражданскую одежду, но следовали за немцами в карательных операциях и охраняли вместе с ними стратегические позиции (мосты, перевалы).
На острове Крит формирование соединений коллаборационистов в общих чертах провалилось. За исключением так называемой, «Карательной команды Шуберта» (Jagdkommando Schubert) в 100 человек, в основном из освобождённых для этой цели уголовников.
К концу оккупации, общая численность греческих коллаборационистов в 9 «Батальонах безопасности» и 22 добровольческих батальонах достигла 22.000 человек.
Сюда следует добавить силы, сформированные непосредственно оккупационными властями и в обход марионеточного правительства среди национальных, языковых и религиозных меньшинств на севере страны:
- в северо-западном регионе Теспротия, Эпир оккупантами были вовлечены в операциях против партизан около 3 тысяч чамских албанцев — мусульман, отличившихся в Расстрелах в Парамитье в сентябре 1943 года и разрушении греческих деревень[8]:473.
- с начала оккупации итальянцы создали так называемые «Римские легионы» из числа греко-латино язычного арумынского населения западной Фессалии и Западной Македонии. При всей амбициозности итальянского проекта по созданию автономного Пиндского княжества, число легионеров не превысило 1 тысячи человек и в силу неэффективности и низкого боевого духа, летом 1943 года «легионы» были распущены[10][11].
- более многочисленными и соизмеримыми с «Батальонами безопасности» были коллаборационистские формирования из славяноязычного (болгароязычного) меньшинства Западной и Центральной Македонии.

Под влиянием болгарской пропаганды и при поддержке сначала итальянских, а затем немецких оккупационных властей, коллаборационисткие формирования организации Охрана к 1944 году насчитывали около 12,000 местных боевиков и «добровольцев» из Болгарии, на которых, согласно некоторым сегодняшним болгарским авторам, «была возложена защита местного населения» от ЭЛАС.
Причём 3 добровольческих батальона «Охраны» (так называемые «батальоны Вернера») были предоставлены в непосредственное распоряжение рейхсфюрера СС, Генриха Гиммлера.
При этом, следует учесть, что согласно довоенным данным Лиги Наций, число «славофонов» (или «болгарофонов») Греческой Македонии едва достигало 80.000 человек.

## Деятельность «Батальонов»
Первой самостоятельной акцией Батальонов в Афинах стал налёт 27 ноября 1943 года на военные госпитали и их зачистка от коммунистов. «Батальоны» также начали производить обыски в домах, что стало поводом для грабежа и терроризирования населения:109.
Во многих случаях избивались и насиловались женщины, чьи родственники воевали в ЭЛАС, и их дома сжигались:336.
Бывший сиротский дом Хадзиконстаса был превращён в тюрьму, где «Батальоны» держали тех из своих пленных, кого немцы не забирали в Концентрационный лагерь Хайдари  и не высылали на принудительную работу в Германию.
«Батальоны» принимали активное участие в облавах, как, например, в первой и второй облавах в Никее, в облаве в Кесариани, в налётах вместе с SS на Кесариани, на Вирон и другие пригороды Афин, включая бой за «Крепость Имитоса».
Позорной обязанностью «Батальонов» была охрана трупов, повешенных немцами, с тем чтобы их не забирали родственники и для устрашения населения:376.
Как «Батальоны безопасности», так и батальоны Пападонгонаса, принимали участие в немецких карательных операциях против партизан. В январе 1944 года батальон Вреттакоса принял участие в карательной «Операции Дрозд»:504.
В феврале 1944 года батальоны приняли участие в карательных операциях в Ахайе, в марте того же года в Лаконии и Мессинии, совершив ряд зверств по отношению к гражданскому населению:114.
В апреле операции и зверства повторились в Ахее и Элиде.
«Батальоны» участвовали и в летних операциях 1944 года на Пелопоннесе, и местный «Батальон» принял участие вместе с немцами в охране евреев города Патры, перед их отправкой в Освенцим:354.
«Батальоны», собирая информацию для немцев, также приняли участие в подготовке «операции Калаврита», которая закончилась резнёй жителей городка.
На острове Эвбея местный «Батальон» прославился своей недисциплинированностью и насилием, занимаясь также вымогательством и спекуляциями на чёрном рынке:362.
На счету «Батальонов безопасности» также многочисленные расстрелы, произведенные в ответ на убийства партизанами немецких военных. 15 марта 1944 года коллаборационисты из «Батальонов» расстреляли в Патрах, под немецким контролем, 200 коммунистов. Также в марте, «Батальон» города Каламата расстрелял 40 человек:115.
25 апреля, и независимо от последующего расстрела 200 Первомайцев немцами, полковник Пападонгонас расстрелял 110 человек, в отместку за убийство партизанами ЭЛАС немецкого генерала Кренца, которого Пападонгонас очень уважал:512.
Одновременно 31 июля «Батальон» города Агринион повесил в Каливиа 60 пленных ЭЛАС и арестованных членов ЭАМ. С другой стороны немецкие оккупационные власти производили расстрелы в отместку за убийство членов «Батальонов», также как они делали это за убийство своих солдат:528.
В мае 1944 года немцы объявили весь Пелопоннес военной зоной, запретили передвижения и установили повсеместно комендантский час. Контроль за соблюдением этих мер приняли на себя «Батальоны безопасности».

## Отношения Батальонов с оккупационными армиями
«Батальоны» тесно сотрудничали с немецкими оккупационными силами:507,
как боевые единицы в операциях, так и как отряды охраны пленных, отряды поддержки и «отряды смерти».
Их сотрудничество, в докладах самих немцев, характеризуется исключительно хорошим. Они принимали участие в празднованиях по случаю дня рождения Гитлера, а также в праздновании 25 марта, которое организовывали немцы.
После попытки убийства Гитлера 20 июля 1944 года, Пападонгонас послал ему поздравительную телеграмму, по случаю его спасения. На телеграмму ответил руководитель СС Генрих Гиммлер.
Он поблагодарил его от имени фюрера, обещая дополнительное снабжение для «Батальонов»:506.
Формирование этих «Батальонов» стало также объектом немецкой пропаганды. Коллаборационисты «Батальонов» были представлены Министерством пропаганды в Берлине как «крепкие парни на стороне Вермахта»:505
Одной из последних акций произведенных немцами при их эвакуации из Пелопоннеса, была передача «Батальонам» складов с боеприпасами и оружием, для продолжения борьбы против коммунистов. Командующий «Батальонами», Плидзанопулос, заявлял, поскольку близилось Освобождение, что немцы должны были покинуть Грецию без проблем, чтобы избежать дальнейшего кровопролития:379.
«Батальоны безопасности» прикрывали отход немцев, впечатляя Шиману своей верой и боевым духом. В Патрах одним из условий выдвинутых командиром тамошнего «Батальона» Куркулакосом, с тем чтобы сдаться, было позволить немцам уйти беспрепятственно:599
«Батальоны» были осуждены как предательские заявлением эмиграционного правительства в Каире в январе 1944 года, и совместным заявление организаций Сопротивления ΕΚΚΑ, ЭДЕС и ЭАМ в феврале того же года.
В Казертском соглашении, подписанном перед освобождением Греции, «Батальоны» были охарактеризованы как вражеские органы.

## Освобождение
После постепенного ухода немецких войск из Греции, «Батальоны» были осаждены силами ЭЛАС в городах Нафплион, Агринион, Триполи, Коринф и Патры и сдались. Пленные были переданы прибывшим впоследствии под предлогом гуманитарной Операции «Манна» британским войскам.
Командир добровольческих жандармских батальонов, Д. Пападонгонас, был осаждён в Триполи силами Ариса Велухиотиса в конце сентября 1944 года. Первоначально он отразил атаку ЭЛАС и терроризировал город, но в конечном итоге сдался 1 октября британскому соединению при посредничестве политика П. Канеллопулоса и под гарантии английских офицеров.
Он и его люди были переведены на остров Спеце, а оттуда в Афины.
Батальон городка Мелигалас вместе с остававшимися в живых коллаборационистами города Каламата был уничтожен соединениями ЭЛАС в ходе трёхдневного Боя за Мелигала (13-15 сентября), после которого последовали расстрелы наиболее скомпрометировавших себя коллаборационистов:389.
Расстрелы коллаборационистов были произведены также в городах Гаргалиани и Пиргос.
Батальон города Патры, под командованием Куркулакоса, оставил город и под охраной англичан был заключён в лагерь при аэродроме в Араксос:613
«Батальон» города Агринион сдался частям ЭЛАС 14 сентября, после трёхдневного сопротивления.
В Афинах «Батальоны» были разоружены городскими отрядами ЭЛАС и были заключены в лагерь в Гуди под охрану англичан.
Коллаборационисты Македонии собрались в пограничном городе Килкис и были окружены силами ЭЛАС.
Последовал один из самых жестоких боёв ЭЛАС против коллаборационистов, в котором погибли 128 бойцов ЭЛАС и (по разным оценкам) до 1500 коллаборационистов. После занятия города силами ЭЛАС, последовали расстрелы наиболее скомпрометировавших себя коллаборационистов.

## В декабрьских боях 1944 года
Коллаборационисты «Батальонов» были собраны в казармах района Гуди в Афинах и находились под британским контролем.
Поведение англичан по отношению к бывшим коллаборационстам стало «раздражать» греков. Даже через месяц, ни один сотрудник оккупантов не был осуждён и многие вели себя вызывающе.
Решение англичан выплатить задержанное жалованье составу учреждённых немцами «Батальонов безопасности» вызвало возмущение бойцов ЭЛАС:747.
Генерал Трасивулос Цакалотос, командир 3-й Горной бригады, писал «они были нужны как противники ЭАМ»:742.
Коллаборационисты со всей Греции начали собираться в Афинах под защиту англичан:743.
В отличие от массовых актов возмездия во Франции и Италии против сотрудников оккупантов, которые через несколько часов после Освобождения превратились в кровавую баню с 9.000 и 12.000-20.000 убитых соответственно, в Афинах ЭЛАС дал приказ не допустить актов насилия и самосуда.
После начала боёв в декабре 1944 года англичане и правительство Г. Папандреу без колебаний вооружили и бросили в бой против городских отрядов ЭЛАС коллаборационтстов «Батальонов безопасности».
Много позже, заместитель военного министра, Леонидас Спаис, писал: «Это было решение англичан и моё. Я не оправдываю свои действия, но другого выхода не было. Наши военные силы были исчерпаны. В нашем распоряжении было 27 тысяч человек „батальонов безопасности“. Мы использовали 12 тысяч, наименее скомпрометированных.

## Последующие годы
Многие из коллаборационистов узаконенные своим участием в декабрьских боях на стороне англичан и правительства Г. Пападреу были зачислены в созданные после оккупации „Батальоны Национальной Гвардии“ и отличились в актах насилия и мести против левых:383.
Следуя логике их участия в гражданской войне (1946—1949) на стороне королевских войск, многие из приговорённых коллаборационистов были амнистированы, некоторые из них продолжили свою карьеру в королевской правительственной армии.
Пападонгонас, убитый в ходе декабрьских боёв 1944 года, посмертно был повышен в звании на основании оккупационного законодательства, однако после последовавших протестов его повышение было отменено как „ошибка“
Инициатор создания Батальонов, Иоаннис Раллис, хотя и был оправдан на суде коллаборационистов за создание «Батальонов», также как Пангалос, был признан виновным в государственной измене и умер в 1946 году в тюрьме.
Несмотря на то, что бывшие члены «Батальонов безопасности» оказались на стороне победителей Гражданской войны, они никогда не сумели завоевать симпатии или хотя бы нейтральное отношение среди греков. Даже сейчас созвучные греческие слова «тагматасфалитис» (ταγματασφαλίτης — член Батальонов безопасности) или «тагматалитис» (ταγματαλήτης — хулиган из батальонов) в народной культуре являются бесчестьем, синонимом предательства и коллаборционизма.
Лишь для неонацистской Золотой Зари члены «Батальонов безопасности» являются патриотами и героями.